# 넥서스 (출판사)
도서출판 넥서스는 1992년 4월에 설립된 출판사이다. 설립 당시 '사람과 사회에 꼭 필요한 책을 만든다.'라는 취지를 갖고 설립되었다.

## 계열사
- 넥서스 북스
- 넥서스 잉글리쉬
- 넥서스 차이니즈
- 넥서스 재패니즈
- 넥서스 주니어
- 넥서스 비즈
- 넥서스 아카데미
- 넥서스 크로스
- 넥서스 에듀
- 지식의 숲